# ديدان زقية

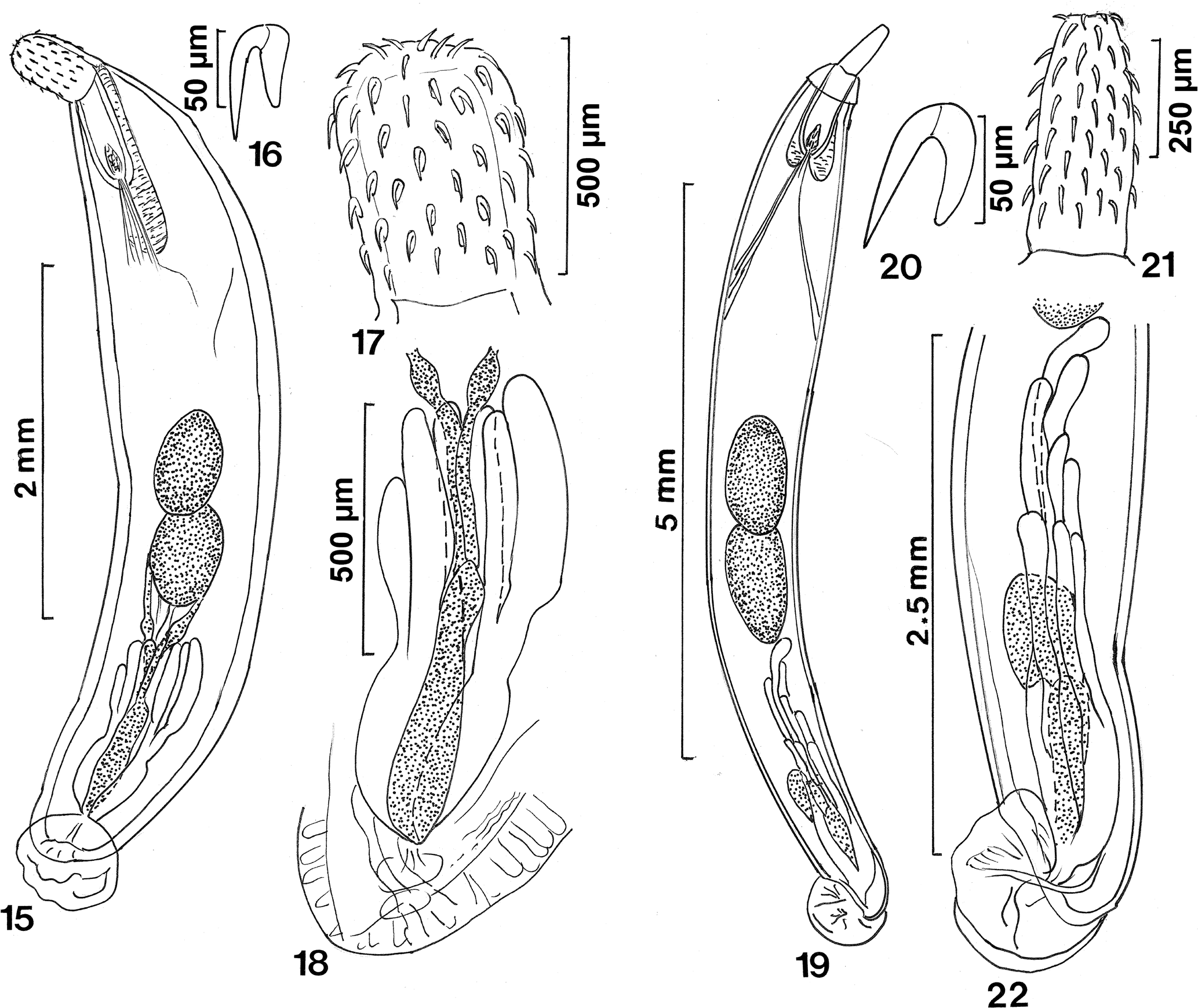

الديدان الزقية (بالإنجليزية: Aschelminthes))‏ التي ترتبط ارتباطًا وثيقًا بشعبة الديدان المسطحة, هي شعبة قديمة من الجوفيات الكاذبة وغيرها من الحيوانات المماثلة التي لم تعد تندرج في هذه الشعبة وتطورت لتصبح بنفسها شعبة قائمة بذاتها. وبهذا أصبح مصطلح الديدان الزقية الآن يستخدم بشكل عام كاسم غير رسمي ليضم فقط أيًا من الكائنات المندرجة في شعب اللافقاريات التي تشمل نحو عشر شعب مختلفة والتي كانت مندرجة في السابق في شعبة الديدان الزقية.
وبذلك، تعتبر تلك الشعبة طائفة متعددة الأعراق.

## التقسيمات الفرعية
على الرغم من أن الخبراء في شعبة اللافقاريات[بحاجة لمصدر] لا يوافقون بالضرورة على تلك التصنيفات التالية, إلا أن الطوائف المندرجة عادةً في شعبة الديدان الزقية تضم ما يلي:
- الدودة الشصية
- هلبيات الفك
- المتعايشات
- شعريات البطن
- متحركات الخطم
- كوسليات
- ديدان أسطوانية
- ديدان شعرية
- قضيبيات
- دولابيات

وإلى جانب تلك التقسيمات، قد يتم في بعض الأحيان إدراج طوائف القضيبيات وداخليات الشرج وبطيئات المشية.[بحاجة لمصدر]

## وصلات خارجية
- Introduction to the "Aschelminth" Phyla
- Aschelminth information page